# Sinjawino (Kaliningrad, Gussew)
Sinjawino (russisch Синявино, deutsch Kampischkehmen, 1938 bis 1946 Angereck, litauisch Kampiškiemiai) ist ein Ort in der russischen Oblast Kaliningrad. Er gehört zur kommunalen Selbstverwaltungseinheit Stadtkreis Gussew im Rajon Gussew.

## Geographische Lage
Sinjawino liegt sechs Kilometer südwestlich der Stadt Gussew (Gumbinnen) an einer Nebenstraße (hier 27K-371), die vom Gussewer Stadtzentrum aus in einem südwest-östlichen Bogen zur Regionalstraße 27A-025 (ex R508) führt. Gussew ist die nächste Bahnstation an der Bahnstrecke Kaliningrad–Tschernyschewskoje der einstigen Preußischen Ostbahn zur Weiterfahrt nach Moskau.

## Geschichte
Seine erste Erwähnung erfuhr das damalige Dorf Campisken im Jahre 1539. Zwischen 1874 und 1945 war das Dorf Kampischkehmen, neben dem die Domäne Kampischkehmen bestand, Amtssitz und namensgebend für einen Amtsbezirk, der – 1939 in „Amtsbezirk Angereck“ umbenannt – zum Kreis Gumbinnen im Regierungsbezirk Gumbinnen der preußischen Provinz Ostpreußen gehörte.
Im Jahre 1910 waren in Kampischkehmen insgesamt 394 Einwohner gemeldet, von denen 255 in der Landgemeinde und 139 im Gutsbezirk lebten. Ihre Zahl verringerte sich – trotz der teilweisen Eingliederung des Gutsbezirks in die Landgemeinde Kampischkehmen – bis 1933 auf 326 und belief sich 1939 auf 337. Am 3. Juni 1938 wurde das zuletzt aus der Domäne und weit verstreut liegenden Höfen bestehende Dorf Kampischkehmen in „Angereck“ umbenannt. 1945 kam es wie alle im nördlichen Ostpreußen gelegenen Orte zur Sowjetunion.
1950 erhielt das Dorf die russische Bezeichnung „Sinjawino“ und wurde dem Dorfsowjet Lipowski selski Sowet im Rajon Gussew zugeordnet. Später gelangte der Ort in den Furmanowski selski Sowet. Von 2008 bis 2013 gehörte Sinjawono zur städtischen Gemeinde Gussewskoje gorodskoje posselenije und seither zum Stadtkreis Gussew.

### Amtsbezirk Kampischkehmen (Angereck)
Zu dem zwischen 1874 und 1945 bestehenden Amtsbezirk Kampischkehmen (ab 1939: Amtsbezirk Angereck) gehörten anfangs neun, am Ende noch sechs kommunale Einheiten:
| Ortsname                             | Änderungsname 1938 bis 1946 | Russischer Name           | Bemerkungen |
| ------------------------------------ | --------------------------- | ------------------------- | --- |
| Kampischkehmen, Dorf                 | Angereck                    | Sinjawino                 | |
| Kampischkehmen, Domäne               |                             |                           | 1928 in Teilen in die Landgemeinde Kampischken bzw. in die Landgemeinde Kasenowsken im Amtsbezirk Tzullkinnen eingegliedert |
| Kubbeln                              |                             | Podduby                   | |
| Norbuden                             |                             | Poretschje                | |
| Purpesseln                           | Auenhof                     | Parkowoje, jetzt: Podduby | 1928 in die Landgemeinde Kubbeln eingegliedert                                                                              |
| Rudupönen, Dorf                      | Ringfließ                   | Piroschkowo               | |
| Rudupönen, Gut                       |                             |                           | 1928 in die Landgemeinde Rudpönen eingegliedert                                                                             |
| Sabadszuhnen, 1936–38: Sabadschuhnen | Bergenbrück                 |                           | |
| Semkuhnen                            | Hohenwerder                 | Beregowoje                | |

Am 1. Januar 1945 bildeten den Amtsbezirk Angereck die Gemeinden: Angereck, Bergenbrück, Hohenwerder, Kubbeln, Norbuden und Ringfließ.

## Kirche
Mit seiner überwiegend evangelischen Bevölkerung war Kampischkehmen resp. Angereck vor 1945 in das Kirchspiel der Kirche Ischdaggen (der Ort hieß zwischen 1938 und 1946: Branden, heute russisch: Lermontowo) eingepfarrt und gehörte somit zum Kirchenkreis Gumbinnen in der Kirchenprovinz Ostpreußen der Kirche der Altpreußischen Union. Heute liegt Sinjawino im Einzugsgebiet der in den 1990er Jahren neu entstandenen evangelisch-lutherischen Gemeinde der Salzburger Kirche in Gussew (Gumbinnen). Sie ist Teil der Propstei Kaliningrad (Königsberg) der Evangelisch-lutherischen Kirche Europäisches Russland.

## Persönlichkeiten

### Mit dem Ort verbunden
- Julius Mentz (1845– nach 1913), deutscher Landwirt und Mitglied des Deutschen Reichstages, war von 1875 bis 1905 Pächter der Domäne Kampischkehmen